# Telnice (Ústí nad Labem)
Telnice è un comune della Repubblica Ceca facente parte del distretto di Ústí nad Labem, nella regione omonima.